# Sakesphorus luctuosus
El batará luctuoso (Sakesphorus luctuosus), también denominado batará resplandeciente, es una especie de ave paseriforme perteneciente al género Sakesphorus de la familia Thamnophilidae. Es endémico de Brasil.

## Descripción
Mide 17,5 cm. Exhibe una cresta larga y despeinada, muchas veces erizada, sobre todo al cantar. El macho es todo renegrido con un risco blanco en el hombro y las plumas externas de la cola con una estrecha  punta blanca. La hembra es parecida, más negro herrumbre con la cresta marrón rojizo contrastante. La subespecie sureña fue descrita con base en la punta de la cola más estrecha y bordes blancos de las escapulares más anchos, pero no está claro si esa variación realmente merece el reconocimiento nomenclatural.

## Distribución y hábitat
Se encuentra exclusivamente en Brasil. Ver detalles en Subespecies.
Habita en la vegetación arbustiva al borde de cursos de agua, sotobosque de matas de bañados e islas fluviales, en florestas tropicales y subtropicales húmedas, bajas e inundables.

## Comportamiento
La pareja saltita metódicamente entre las enredaderas y arbustos, a veces más alto hasta las copas de los árboles ribereños. Mientras canta acostumbra sacudir suavemente la cola para arriba y para abajo y erizar su copete. Sabe acompañar bandadas mixtas.

### Vocalización
El canto es una serie de notas nasales y pausadas, que aceleran al final, “cau, cau, cau, cau-cau-cau-ca-ca-ca-cacaca”.

## Sistemática

### Descripción original
La especie S. luctuosus fue descrita por primera vez por el naturalista alemán Martin Heinrich Carl Lichtenstein en 1823 bajo el nombre científico Lanius luctuosus; localidad tipo «Cametá, Pará, Brasil».

### Etimología
El nombre genérico masculino «Sakesphorus» proviene del griego «sakeos»: escudo y «phoros»: que tiene, que sostiene; significando «que sostiene un escudo»; y el nombre de la especie «luctuosus», del latín: de luto.

### Taxonomía
Las relaciones de esta especie son inciertas. La subespecie araguayae puede representar el punto final de un cline.

### Subespecies
Según la clasificación Clements Checklist v.2016,  se reconocen 2 subespecies, con su correspondiente distribución geográfica:
- Sakesphorus luctuosus luctuosus (M. H. K. Lichtenstein, 1823) - centro y este de la Amazonia en Brasil, en ambas márgenes y al largo de los afluentes al sur, desde el centro este de Amazonas hacia el este hasta Pará (excepto el sur de la cuenca del Río Araguaia) y hacia el sur hasta el noreste de Rondônia y norte de Mato Grosso.
- Sakesphorus luctuosus araguayae (Hellmayr, 1908) - sur de la cuenca del Río Araguaia en Tocantins, Goiás y sureste de Mato Grosso.

La clasificación  del Congreso Ornitológico Internacional (IOC) (Versión 7.1, 2017) no reconoce subespecies.